# Visual China Group
Koordinaten: 39° 59′ 17,4″ N, 116° 30′ 2,4″ O
Visual China Group (VCG) ist ein im Jahr 2000 gegründeter führender Anbieter visueller Kommunikation und neuer Medien in der Volksrepublik China. VCG zählt zu den größten Bildlizenzierungsunternehmen der Welt. Der Konzern verfügt über mehr als 600 Mitarbeiter (2016), mit Tochtergesellschaften in Peking, Shanghai, Guangzhou, Shenzhen, Hongkong und Taiwan. Das Unternehmen war das erste Unternehmen in China, das über unternehmenseigene Online-Plattformen Lizenzen und Urheberrechte für Bildmaterial bereitstellte und vertrieb. Es wird seit 2014 an der Börse Shenzhen gelistet.

## Unternehmensentwicklung
VCG besitzt und verwaltet Chinas größte visuelle Premium-Digital Content-Plattform. Sie verwaltet 40 Millionen redaktionelle Bilder. Durch die Online-Lizenzierung und Copyright-Vertriebsplattform creative.vcg.com werden 30 Millionen Bilder und 1,25 Millionen Videos mit mehr als 14.000 Beiträgen und Hunderte von Bildpartnern weltweit verbreitet, einschließlich Standbilder, Videos, Musik, Multimedia und andere digitale Inhalte. Die VCG betreibt in China die größten und beliebtesten Marken-Online-Communities für visuelle Designer und Fotografen.
VCG hatte seit 2005 die größte digitale Bildagentur der Welt, die US-amerikanische Getty Images, vom chinesischen Markt vertrieben. Heute beliefert es mehr als 15.000 Werbeagenturen und Medienfirmen mit Fotos und Abbildungen jeder Art.

### VCG übernimmt Corbis
Am 28. Januar 2016 hatte die VCG die weltweiten Bildrechte der US-amerikanischen Bildagentur Corbis Images über die Unity Glory International Ltd, einem Unternehmen der Visual China Group, erworben. Die visuellen Inhalte werden jedoch außerhalb Chinas seither durch Getty Images lizenziert und meistens mit Photograph VCG via Getty Images außerhalb Chinas in der Bildzeile betitelt. Durch die Übernahme von Corbis Images durch VCG und dessen Zusammenarbeit mit Getty Images ist es somit der in Seattle beheimateten Bildagentur gelungen, seinen bisher größten Konkurrenten Corbis im Handumdrehen zu „übernehmen“. Viele Fotografen weltweit sahen sich dadurch in ihren Möglichkeiten kaltgestellt, weil Getty ihnen keine weitere Beschäftigung durch eine freie Mitarbeit gewährte.